# Єнс Бурман
Йенс Бурман (16 серпня 1994 , Rätand, Швеція ) — шведський лижник, учасник зимових Олімпійських ігор 2018. 

## Результати за кар'єру
Усі результати наведено за даними Міжнародної федерації лижного спорту.

### Олімпійські ігри
| Рік  | Вік | 15 км індивідуальні пер. | 30 км скіатлон | 50 км мас-старт | Спринт | 4 × 10 км естафета | Командна першість спринт |
| ---- | --- | ------------------------ | -------------- | --------------- | ------ | ------------------ | ------------------------ |
| 2018 | 23  | 19                       | 17             | 28              | —      | 5                  | —                        |

### Чемпіонати світу
| Рік  | Вік | 15 км індивідуальні пер. | 30 км скіатлон | 50 км мас-старт | Спринт | 4 × 10 км естафета | Командна першість спринт |
| ---- | --- | ------------------------ | -------------- | --------------- | ------ | ------------------ | ------------------------ |
| 2017 | 22  | 14                       | 22             | 15              | —      | —                  | —                        |
| 2019 | 24  | 11                       | 10             | 10              | —      | 5                  | —                        |
| 2021 | 26  | 8                        | 11             | 5               | —      | 4                  | —                        |

### Кубки світу

#### Підсумкові місця в Кубку світу за роками
| Сезон | Вік | Місце в дисципліні | Місце в дисципліні | Місце в дисципліні | Місце в дисципліні | Місце в Скі Тур | Місце в Скі Тур | Місце в Скі Тур | Місце в Скі Тур   | Місце в Скі Тур |
| Сезон | Вік | Загалом            | Дистанція          | Спринт             | Ю-23               | Nordic Opening  | Тур де Скі      | Скі Тур 2020    | Фінал Кубка світу | Скі Тур Канада  |
| ----- | --- | ------------------ | ------------------ | ------------------ | ------------------ | --------------- | --------------- | --------------- | ----------------- | --------------- |
| 2015  | 20  | НК                 | НК                 | —                  | НК                 | —               | —               | Н/Д             | Н/Д               | Н/Д             |
| 2016  | 21  | 96                 | 56                 | НК                 | 11                 | 58              | 38              | Н/Д             | Н/Д               | 32              |
| 2017  | 22  | 26                 | 20                 | НК                 | 2                  | —               | 16              | Н/Д             | —                 | Н/Д             |
| 2018  | 23  | 83                 | 52                 | НК                 | Н/Д                | 42              | НФ              | Н/Д             | 36                | Н/Д             |
| 2019  | 24  | 42                 | 25                 | НК                 | Н/Д                | 26              | —               | Н/Д             | 40                | Н/Д             |
| 2020  | 25  | 14                 | 12                 | НК                 | Н/Д                | 14              | 12              | 16              | Н/Д               | Н/Д             |
| 2021  | 26  | 33                 | 20                 | —                  | Н/Д                | —               | —               | Н/Д             | Н/Д               | Н/Д             |

#### П'єдестали в особистих дисциплінах
- 1 п'єдестал – (1 КС)

| № | Сезон   | Дата            | Місце пров.         | Перегони               | Рівень      | Місце |
| - | ------- | --------------- | ------------------- | ---------------------- | ----------- | ----- |
| 1 | 2020–21 | 14 березня 2021 | Енґадін (Швейцарія) | 50 км переслідування В | Кубок світу | 3-тє  |